# 宮浦玲奈
宮浦玲奈（日语：／ Miyaura Rena，1995年7月25日—），日本女子羽毛球運動員，亦為現役日本國家羽毛球隊（A隊）成員。埼玉縣出生，畢業於春日部市立武里中学校、青森山田高校及法政大學，現隸屬於優乃克羽毛球部，隊員編號8號。

## 簡歷
2016年9月，宮浦玲奈代表日本（法政大学）參加在俄羅斯拉緬斯科耶舉行的第14屆世界大學生羽毛球錦標賽，贏得女子單打比賽銅牌。同年10月，宮浦玲奈又代表學校出戰全日本學生羽毛球錦標賽，與勝俣莉里香合作赢得女子雙打比賽冠軍。
2017年8月，宮浦玲奈代表日本（法政大学）參加在臺北舉行的夏季世界大學運動會羽球比賽，助球隊拿得混合團體比賽銀牌。

## 主要比賽成績
只列出曾進入準決賽的國際賽事成績：
| 年份   | 賽事                   | 公開賽級別 | 項目     | 拍檔     | 成績   |
| ------ | ---------------------- | ---------- | -------- | -------- | ------ |
| 2016年 | 世界大學生羽毛球錦標賽 | 其他       | 女子單打 | －       | 銅牌   |
| 2017年 | 世界大學運動會羽球比賽 | 其他       | 混合團體 | －       | 銀牌   |
| 2018年 | 大阪羽毛球國際挑戰賽   | 國際挑戰賽 | 混合雙打 | 浦井唯行 | 準決賽 |
| 2018年 | 雪梨羽毛球國際賽       | 國際系列賽 | 混合雙打 | 浦井唯行 | 冠軍   |
| 2019年 | 瑞典羽毛球公開賽       | 國際系列賽 | 混合雙打 | 浦井唯行 | 準決賽 |
| 2019年 | 大阪羽毛球國際挑戰賽   | 國際挑戰賽 | 混合雙打 | 浦井唯行 | 準決賽 |
| 2019年 | 越南羽毛球公開賽       | 超級100賽  | 混合雙打 | 浦井唯行 | 準決賽 |
| 2020年 | 愛沙尼亞羽毛球國際賽   | 國際系列賽 | 女子雙打 | 尾崎沙織 | 冠軍   |
| 2020年 | 愛沙尼亞羽毛球國際賽   | 國際系列賽 | 混合雙打 | 浦井唯行 | 亞軍   |
| 2020年 | 瑞典羽毛球公開賽       | 國際系列賽 | 混合雙打 | 浦井唯行 | 準決賽 |
| 2020年 | 牙買加羽毛球國際賽     | 國際系列賽 | 女子雙打 | 保原彩夏 | 冠軍   |
| 2022年 | 加拿大羽毛球公開賽     | 超級100賽  | 女子雙打 | 櫻本絢子 | 冠軍   |
| 2022年 | 印尼瑪琅羽毛球大師賽   | 超級100賽  | 女子雙打 | 櫻本絢子 | 亞軍   |
| 2023年 | 瑞士羽毛球公開賽       | 超級300賽  | 女子雙打 | 櫻本絢子 | 冠軍   |
| 2023年 | 奧爾良羽毛球大師賽     | 超級300賽  | 女子雙打 | 櫻本絢子 | 冠軍   |
| 2023年 | 澳洲羽毛球公開賽       | 超級500賽  | 女子雙打 | 櫻本絢子 | 準決賽 |
| 2023年 | 中國羽毛球公開賽       | 超級1000賽 | 女子雙打 | 櫻本絢子 | 準決賽 |
| 2023年 | 日本熊本羽毛球大師賽   | 超級500賽  | 女子雙打 | 櫻本絢子 | 準決賽 |
| 2024年 | 亞洲羽毛球團體錦標賽   | 其他       | 女子團體 | －       | 季軍   |
| 2024年 | 全英羽毛球公開賽       | 超級1000賽 | 女子雙打 | 櫻本絢子 | 準決賽 |
| 2024年 | 優霸盃                 | 其他       | 女子團體 | －       | 季軍   |

| 2007-2017年 | 首要超級賽 | 超級賽 | 黃金大獎賽 | 大獎賽 | 國際挑戰賽 | 國際系列賽 | 未來系列賽 | 其他 |

| 2018-2026年 | 總決賽 | 超級1000賽 | 超級750賽 | 超級500賽 | 超級300賽 | 超級100賽 | 國際挑戰賽 | 國際系列賽 | 未來系列賽 | 其他 |